# (75418) 1999 XY116
1999 أكس واي 116 (ويعرف أيضًا باسم (75418) 1999 أكس واي 116 وفق تسمية الكوكب الصغير) (بالإنجليزية: 1999 XY116)‏ هو كويكب ضمن حزام الكويكبات؛ وترتيبه 75418 من حيث الاكتشاف.
اكتُشف هذا الجُرم الفلكي بواسطة ماسح السماء كاتالينا في 5 ديسمبر 1999.

## وصلات خارجية
- (75418) 1999 XY116 في قاعدة بيانات مختبر الدفع النفاث لأجرام النظام الشمسي الصغيرة

- الاكتشاف · مخطط المدار ·  العناصر المدارية · المعلمات المادية

- (75418) 1999 XY116 على موقع ويكي سكاي: DSS2, SDSS, GALEX, IRAS, Hydrogen α, X-Ray, Astrophoto, Sky Map, Articles and images